# 蝉翼藤
蝉翼藤（学名：[Securidaca inappendiculata] 错误：{{Lang}}：文本有斜体标记（帮助））为远志科蝉翼藤属下的一个种。